# Takuji Kusumoto
Takuji Kusumoto (jap. 楠本 卓司, Kusumoto Takuji; * um 1950) ist ein japanischer Jazzmusiker (Schlagzeug, auch Perkussion).
Takuji Kusumoto spielte in der Tokioter Jazzszene ab den frühen 1970er-Jahren im Quartett von Seiichi Nakamura, mit dem auch 1973 erste Aufnahmen entstanden (First Contact, mit Shigeharu Mukai); des Weiteren mit Ushio Sakai, Fumio Itabashi (Alligator Dance, 1976, mit Tsutomu Okada), Shigeko Toya, dem Masaru Imada Quartett (Remember of Love, 1978), bei Bingo Miki & dem Inner Galaxy Orchestra sowie im Aki Takase Trio mit dem Bassisten Nobuyoshi Ino (Aki, 1978). In den 1980er- und frühen 90er-Jahren arbeitete er außerdem mit Yoku Tamura, Suichi Enomoto, Shoji Aketagawa und Sunao Wada (Blues for Bird). Im Bereich des Jazz war er zwischen 1973 und 1994 an 13 Aufnahmesessions beteiligt. Ab den 2000er-Jahren spielte er u. a. im Trio mit dem Pianisten Tadashi Ohta und dem Bassisten Norikatsu Koreyasu sowie im Hisae Nakajima Trio, ebenfalls mit Norikatsu Koreyasu (Freedom, 2010).